# Gobierno de Osorno
El Gobierno de Osorno fue una división territorial del Imperio español dentro de la Capitanía General de Chile, el cual en dos períodos perteneció al virreinato del Perú. 
Su asiento estaba en la Villa de San Mateo de Osorno.

## Historia
El Gobierno de Osorno corresponde a la antigua Provincia o Corregimiento de Osorno, que existió hasta 1602; el cual 190 años después, el capitán Tomás de Figueroa tomaría posesión de las ruinas el 22 de noviembre de 1792. Posteriormente bajo la orden de Ambrosio O'Higgins, la Villa de San Mateo de Osorno fue reconstruida; separándose del Gobierno de Chiloé y forma parte de la Intendencia de Concepción, dentro de la Capitanía General de Chile. 
Siendo el 13 de enero de 1796 declarada oficialmente repoblada. Tras este logro, Ambrosio O'Higgins recibió el título de marqués de Osorno. El primer gobernador de Osorno fue Manuel Olaguer Feliú, a quien sucedió César Balbiani. En 1797 Juan Mackenna O´Reilly fue designado Gobernador y Superintendente de Osorno, permaneciendo hasta 1808.
Entre el 1 de junio de 1798 y el 28 de octubre de 1802, la ciudad estuvo bajo dependencia directa del virrey del Perú (Ambrosio O'Higgins), retornando luego a la Capitanía General de Chile.
En 1810, el territorio del gobierno de Osorno recibe el nombre de Partido de Osorno, para la convocatoria al Primer Congreso Nacional.
Posteriormente en 1811 el Gobierno de Osorno pasa a depender nuevamente del Virreinato del Perú.
Luego producto del Combate de El Toro  de la Guerra de la Independencia de Chile, Los jefes españoles, Manuel Montoya y Juan Santalla, al comprobar la hostilidad de los naturales que les negaban toda ayuda, abandonaron Osorno en 1820. Así, finalmente en 1822, el territorio del Gobierno de Osorno pasa a ser definitivamente parte del territorio de la nueva república, y puesto bajo dependencia del Gobierno de Valdivia.

## Límites
Su territorio abarca desde el río Bueno hasta el río Maipué.

## Los Gobernadores
Osorno estaba a cargo de un Gobernador y Superintendente. 
- Desde su refundación hasta el fin del gobierno de Osorno

| Período                                 | Gobernador |
| --------------------------------------- | --- |
| 16.01.1796 - 05.12.1796                 | Manuel Olaguer Feliú |
| 05.12.1796 - 18.11.1797                 | César Balbiani |
| 18.11.1797 - 30.06.1808                 | Juan Mackenna |
| 30.06.1808 - Fin del gobierno de Osorno | Con respecto a los Gobernadores que hubo durante este período, solo se han logrado encontrar muy escasos datos de ellos. Sólo sabemos que Mackenna fue reemplazado por don Juan José Moreno y Madariaga, teniente coronel de los Ejércitos Nacionales, que figura en la lista de los repobladores de Osorno; desde 1820 a 1825 desempeñó el cargo don Diego Plaza de los Reyes, teniente coronel graduado de los Ejércitos Nacionales, entusiasta partidario de la causa patriota y eficaz cooperador de Beauchef en sus campañas posteriores a la toma de Valdivia |